# Myrabolia championi
Myrabolia championi – gatunek chrząszcza z rodziny Myraboliidae.
Gatunek ten opisany został po raz pierwszy w 2011 roku przez Karola Szawaryna i Wiolettę Tomaszewską na podstawie pojedynczego samca odłowionego w Sydney. Epitet gatunkowy nadano na cześć G.C. Championa, w którego zbiorach znaleziono holotyp.
Chrząszcz o podługowato-owalnym ciele długości 2,66 mm, 2,8 raza dłuższym niż szerokim. Oskórek porastają przeciętnie długie włoski. Ubarwiony jest jednolicie jasnobrązowo. Głowa jest całkowicie prognatyczna. Czułki mają człony czwarty i od szóstego do ósmego mniej więcej tak długie jak szerokie, zaś człony trzeci i piąty dłuższe niż szerokie. Przedplecze ma faliste boki z bardzo delikatnie karbowanymi listewkami. Małe ząbki leżą w kątach tylnych przedplecza. Długość przedplecza wynosi 0,82 jego szerokości. Wierzchołek wyrostka przedpiersia jest zaokrąglony. Szerokość owego wyrostka jest 1,2 raza większa od średnicy bioder przedniej pary i 1,6 raza większa niż rozstaw tychże bioder. Pokrywy są 1,71 raza dłuższe niż szerokie oraz mają brzegi boczne na wysokości barków bardzo delikatnie karbowane. Odległości między punktami w rzędach pokryw wynoszą 2–2,5-krotność ich średnicy. Na wyrostku międzybiodrowym śródpiersia występują duże punkty oddalone od siebie o 1–3-krotność swoich średnic. Genitalia samca charakteryzują się paramerami z długimi szczecinkami na środku swej długości i na wierzchołku.
Owad endemiczny dla Australii znany tylko z lokalizacji typowej w Nowej Południowej Walii.